# Hrabstwo Burleigh

Piramida wieku hrabstwa

Hrabstwo Burleigh (ang. Burleigh County) to hrabstwo w stanie Dakota Północna w Stanach Zjednoczonych. Hrabstwo zajmuje powierzchnię 4 320,20 km². Według szacunków United States Census Bureau w roku 2006 miało 75 384 mieszkańców. Siedzibą hrabstwa jest miasto Bismarck, które jest jednocześnie stolicą stanu Dakota Północna.

## Geografia
Hrabstwo Burleigh zajmuje powierzchnię całkowitą 4 320,20 km², z czego 4 229,68 km² to powierzchnia lądowa, a 90,52 km² (2,1%) to powierzchnia wodna.

### Miejscowości
- Bismarck
- Lincoln
- Regan
- Wilton
- Wing

### CDP
- Driscoll
- Menoken